# Bathyarctus ramosae
Bathyarctus ramosae is een tienpotigensoort uit de familie van de Scyllaridae. De wetenschappelijke naam van de soort is voor het eerst geldig gepubliceerd in 1997 door Tavares.